# Зоја Поповић
Зоја Поповић (Београд, 1962) српско-америчка је инжињерка микроталасних уређаја, тренутно на функцији председавајућег Хадсона Мура млађег и угледни професор на Универзитету Колорадо.  Инострани је члан Одељење техничких наука САНУ од  2. новембра 2006. године, и члан  Института инжењера електротехнике и електронике (енгл. Institute of Electrical and Electronics Engineers) непрофитног удружење посвећено технолошком развоју као и унапређивању технолошких иновација везаних за електронске уређаје од 2002.  године, "за допринос развоју активних антенских низова и техника комбиновања квази-оптичких снага".

## Живот и каријера
Рођена је у Београду 1962. године у коме је провела детињство и завршила оснбовно школовања. На Електротехничком факултету Универзитета у Београду, завршила је основне студије (1985);. Потом се школовала на Калифорнијском технолошком институт (Caltech) на коме је магистрирала 1986. године и докторирала 1990. године.
На Универзитету Колорадо, Булдер (САД), радила је прво као доцент (1990‒1994), затим ванредни професор (1994‒1998) и редовни професор (1998‒) и као Hudson Moore Jr. Chaired Professor, почасни именовани редовни професор (2005).

## Област рада
Области рада Зоје Поповић су:
- микроталасни појачивачи,
- интелигентни аналогни предајници и пријемници,
- адаптивни антенски низови,
- квази-оптичке методе за системе на mm и THz учестаностима,
- бежично напајање сензора, укључујући и медицинске сензоре.[2]

## Признања и награде
- Најбољи студент одсека за Електронику, ЕТФ у Београду (1985);
- Октобарска награда града Београда (1985);
- Microwave Prize, IEEE MTT Society, за рад године (1993, 2005);
- URSI Young Scientist Award (1993);
- National Science Foundation Presidential Faculty Fellow Award (1993);
- URSI Issac Koga, златна медаља (1996);
- ASEE HP/Terman Medal (2001);
- Humboldt Research Award for Senior US Scientists (2000/2001);
- Coleman Research Fellow, Coleman Institute (2008);
- Chair of Excellence, Carlos III University of Madrid, Spain (2018‒2019)
- Carnegie Mellon Judith Resnik Distinguished Lecture (2017)
- University of Colorado Distinguished Research Lecturer (2015)
- University of Utah Distinguished Judd Lecturer (2015)
- IEEE Rudy Henning Distinguished Mentoring award (2015)
- IEEE MTT Distinguished Educator Award (2013)
- Holland Teaching Award, University of Colorado (2011 and 2013)
- Distinguished Professor, University of Colorado (2010)